# Gustav Weinkötz
Gustav Weinkötz (* 17. Dezember 1912 in Mannheim; † 28. März 1986 in Grasellenbach) war ein deutscher Leichtathlet, der in den 1930er Jahren als Hochspringer erfolgreich war. Er ist als der erste deutsche Zwei-Meter-Springer in die Geschichte eingegangen. 
Der 1,87 m große und 79 kg schwere Athlet startete für den ASV Köln. 

## Karriere
Weinkötz gewann viermal hintereinander bei den Deutschen Meisterschaften (1935, 1936, 1937 und 1938). Hinzu kommen zwei dritte Plätze in den Jahren 1933 und 1939.
Im Jahr 1934 konnte er sich nicht platzieren. Dennoch wurde dieses Jahr das erfolgreichste seiner Karriere, da es ihm gelang, den von Werner Bornhöfft im Vorjahr aufgestellten deutschen Rekord zunächst einzustellen und anschließend gleich zweimal zu übertreffen. Dafür wurde er mit der Nominierung für die Leichtathletik-Europameisterschaften 1934 in Turin belohnt, wo er sich in ausgezeichneter Form präsentierte und mit übersprungenen 1,94 m auf Platz vier kam. Es siegte der Finne Kalevi Kotkas mit 2,00 m vor drei weiteren Athleten, die alle 1,97 m sprangen. 
Zwei Jahre später, im olympischen Jahr 1936, setzte er seine Erfolgsserie fort. Bei den Spielen in Berlin meisterte er erneut 1,94 m, die ihn zusammen mit drei anderen Athleten auf Platz sechs brachten. Es siegte Weltrekordler Cornelius Johnson mit 2,03 m vor vier weiteren Zwei-Meter-Springern. Damit wurde Gustav Weinkötz bester Deutscher, da Günther Gehmert und Hans Martens die Konkurrenz auf den Plätzen zehn (1,90 m) bzw. 32 (1,70 m) beendeten. 
Im Jahr 1937 siegte er beim ISTAF in Berlin. Im gleichen Jahr reihte er sich zudem in die Gruppe der Zwei-Meter-Springer ein. Der Weltrekord stand zum damaligen Zeitpunkt bei 2,07 m, gehalten von Cornelius Johnson und Dave Albritton, der weltweit erste Zwei-Meter-Sprung von George Horine lag allerdings schon 25 Jahre zurück. Erst im Jahr 1944 konnte Hermann Nacke den deutschen Rekord um einen Zentimeter auf 2,01 m schrauben.

## Rekorde
- 1,94 m am 17. Juni 1934 in Luxemburg (Einstellung des Rekords von Werner Bornhöfft aus dem Jahr 1933)
- 1,97 m am 18. Juli 1934 in Düsseldorf
- 1,98 m am 22. Juli 1934 in Frankfurt am Main
- 1,99 m am 17. Mai 1936 in Köln
- 2,00 m am 1. August 1937 in München (am 20. August 1944 in Kiel von Hermann Nacke auf 2,01 m verbessert)